# Morgan (Teksas)
Morgan je grad u američkoj saveznoj državi Teksas. Prema popisu stanovništva iz 2010. u njemu je živjelo 490 stanovnika.